# Dominik Kaiser
Dominik Kaiser (Mutlangen, 16 september 1988) is een Duits voetballer. Hij speelt als middenvelder voor het Duitse RB Leipzig, dat in de Bundesliga uitkomt. Kaiser begon bij 1. FC Normannia Gmünd in de Oberliga Baden-Württemberg in 2007. Vervolgens speelde hij meerdere jaren bij in de Regionalliga Süd in het tweede elftal van TSG 1899 Hoffenheim. In het eerste elftal van Hoffenheim kreeg hij enige speeltijd op het hoogste nationale niveau, de Bundesliga, waarna Kaiser in 2012 de overstap maakte naar RB Leipzig, terug in de Regionalliga. Met Leipzig promoveerde hij in het voorjaar van 2013 naar de 3. Liga; in die competitie maakte hij gedurende het seizoen 2013/14 dertien doelpunten in 37 wedstrijden. Wederom boekte Leipzig promotie, nu naar de 2. Bundesliga. In het seizoen 2014/15 was Kaiser basisspeler in het eerste seizoen van Leipzig in de tweede divisie van Duitsland.

## Cluboverzicht
| Seizoen | Club                   | Competitie                 | Weds | Goals |
| ------- | ---------------------- | -------------------------- | ---- | ----- |
| 2007/09 | 1. FC Normannia Gmünd  | Oberliga Baden-Württemberg | 61   | 8     |
| 2009/10 | TSG 1899 Hoffenheim II | Regionalliga Süd           | 32   | 5     |
| 2010/11 | TSG 1899 Hoffenheim II | Regionalliga Süd           | 22   | 1     |
| 2010/11 | TSG 1899 Hoffenheim    | Bundesliga                 | 1    | 0     |
| 2011/12 | TSG 1899 Hoffenheim II | Regionalliga Süd           | 12   | 1     |
| 2011/12 | TSG 1899 Hoffenheim    | Bundesliga                 | 9    | 0     |
| 2012/13 | RB Leipzig             | Regionalliga Nordost       | 24   | 3     |
| 2013/14 | RB Leipzig             | 3. Liga                    | 37   | 13    |
| 2014/15 | RB Leipzig             | 2. Bundesliga              | 30   | 8     |
| 2015/16 | RB Leipzig             | 2. Bundesliga              | 30   | 7     |
|         |                        | Totaal                     | 258  | 46    |

1 Pentz ·
2 Sebulonsen ·
4 Rasmussen  ·
5 Lauritsen ·
6 Spierings ·
7 Vallys ·
9 Omoijuanfo ·
10 Wass ·
11 Bundgaard ·
14 Mensah ·
16 Mikkelsen ·
17 Rajovic ·
18 Tshiembe ·
22 Radošević ·
24 Divković ·
28 Suzuki ·
30 Vanlerberghe ·
31 Klaiber ·
32 Alves ·
35 Nartey ·
36 Kvistgaarden ·
37 Bischoff ·
46 Che ·
Coach: Sørensen
· Keeperstrainer: Ankergren